# Live (더 더블리너스의 음반)
《Live》는 아일랜드의 포크 그룹 더 더블리너스가 셰필드에 위치한 피에스타 클럽에서 녹음한 라이브 음반으로, 폴리도르 레코드에서 1974년 발매되었다. 이 음반은 5년 동안 더 더블리너스로서 활동하였던 로니 드루의 마지막 작품이며, 이후 드루는 솔로로 경력을 이어나가게 된다. 그리고 이 음반에 이어 키어런 버크의 뇌출혈로 인해 그룹에서 잠시 빠지게 된다. 버크는 여기서 첫 트랙인 "All for Me Grog"를 부른다.

## 트랙 리스트

### 사이드 원
1. "Fairmoyle Lasses and Sporting Paddy"
2. "Black Velvet Band"
3. "Whiskey in the Jar"
4. "All for the Grog"
5. "The Belfast Hornpipe/Tim Maloney"
6. "The Four Poster Bed/Colonel Rodney"
7. "Finnegan's Wake"
8. "McAlpine's Fusiliers"

### 사이드 투
1. "Seven Drunken Nights"
2. "Reels - Scholar/Teetotaller/The High Reel"
3. "Home Boys Home"
4. "Dirty Old Town"
5. "Blue Mountain Rag"
6. "The Wild Rover"
7. "Weile Waile"
8. "The Holy Ground"